# Абернатиит
Абернатии́т (англ. abernathyite, нем. Abernathyit) — редкий минерал, водный ураноарсенат калия. Назван в честь Джесса Абернати, владельца шахты, нашедшего первые образцы минерала.

## Описание
Формула: K[UO2][AsO4]2·nH2O.
Содержит К2О — 9,0 %; UO3 — 55,0 %; As2O5 — 22,2 %; n = 3—4; при n = 3 H2O — 13,8 %. Сингония тетрагональная.
Цвет жёлтый, цвет черты бледно-жёлтый. Блеск стеклянный, спайность совершенная.

## Месторождения
Был найден в 1953 году в шахте Фюэмролл (штат Юта, США). Встречается в Германии, Франции, Польше, Южной Африке.